# Agrostis intricata
Agrostis intricata é uma espécie de gramínea do gênero Agrostis, pertencente à família Poaceae.